# Plateau Mizuho
Le plateau Mizuho (みずほ高原, Mizuho Kōgen) est un plateau de glace principalement sans relief en Antarctique, situé à l'est de la chaîne de la Reine-Fabiola et au sud du glacier Shirase dans la terre de la Reine-Maud.
Une équipe de la Japanese Antarctic Research Expedition (JARE) a étudié le plateau en novembre et décembre 1960 et l'a nommé.